# Турсунбаева, Таттыбуу
Таттыбюбю Турсунбаева (кирг. Таттыбүбү Турсунбаева; 12 июля 1944, Чаек, Тянь-Шанская область — 21 декабря 1981, Фрунзе) — советская актриса театра и кино, заслуженная артистка Киргизской ССР, член Союза кинематографистов СССР и Союза театральных деятелей Киргизской ССР.

## Биография
Родилась в семье крестьянина. После окончания в 1966 актёрского факультета Ташкентского театрального института выступала на сцене Киргизского государственного драматического театра. Одновременно много и плодотворно работала в кино. На экране и сцене ею было создано много разнообразных характеров. Т. Турсунбаева сыграла около 100 ролей на сцене: Джульетта Капулетти из «Ромео и Джульетта», Бьянка из «Укрощение строптивой», Омелия из «Дом Бернарды Альбы», Фелисьевна из «Учитель танцев», Асель из «Тополёк мой в красной косынке» , Анвар («Восхождение на Фудзияму») и многие другие.
Снималась в кино на студии «Киргизфильм». Первую роль сыграла в 1960 году в фильме «Песня Салимы» ещё будучи школьницей.
Умерла 21 декабря 1981 года от туберкулёза.

## Фильмография
- 1960 — «Песня Салимы», реж. Б. Новиков, документальный, о подготовке художественной самодеятельности к Республиканскому смотру
- 1965 — «Самая послушная», реж. Л. Гуревич и Б. Абдылдаев — Айзада
- 1967 — «Материнское поле» реж. Г. Базаров — Толгонай в юности
- 1969 — «Ак Мёёр» реж. М. Убукеев — Ак Мёёр
- 1971 — «Поклонись огню» (другое название — «Уркуя») реж. Т. Океев — Уркуя Салиева
- 1971 — «Сюда прилетают лебеди» реж. Ю. Борецкий
- 1972 — «Солдатёнок» (короткометражный) реж. Э. Уразбаев — мать Авалбека
- 1973 — «Тайны мукама» — Булан
- 1974 — «Эхо любви» реж. Б. Шамшиев — Асия Бежанова
- 1975 — «Красное яблоко» реж. Т. Океев — Незнакомка
- 1975 — «Арман» реж. Д. Садырбаев — Зейнеш
- 1977 — «Дом под жарким солнцем» — эпизод
- 1978 — «Три дня в июле» реж. К. Акматалиев
- 1979 — «Процесс» реж. Дж. Соданбек — Зулайка
- 1980 — «Пираты XX века» — эпизод

## Память
- Именем знаменитой уроженки в селе Чаек Джумгальского района Т. Турсунбаевой назван кинотеатр[3][4].
- Рядом со зданием Кыргызского национального академического драматического театра имени Т. Абдумомунова в 2014 году установлен бюст Т. Турсунбаевой[5].
- В 2014 году в рамках празднования 70-летия Таттыбуу Турсунбаевой её имя присвоено историко-этнографическому музею «Сан-Сарай», расположенному в Баткенской области[6].
- Средней общеобразовательной школе в родном селе Чаек присвоено имя Таттыбуу Турсунбаевой, в школе открыт её музей[7].
- Имя Т. Турсунбаевой носит улица в с. Чаек[7].
- В Таласском районе открыты музей и картинная галерея имени Таттыбуу Турсунбаевой[7].
- Одному из профессионально-технических училищ Жумгальского района присвоено её имя[7].
- В ряде городов и сёл Киргизии есть улицы Таттыбуу Турсунбаевой[7].